# Mali Brezovec
Mali Brezovec es una localidad de Croacia en el municipio de Gradec, condado de Zagreb.

## Geografía
Se encuentra a una altitud de 117 m s. n. m. a 52,1 km de la capital nacional, Zagreb.

## Demografía
En el censo 2011, el total de población de la localidad fue de 76 habitantes.
Según estimación 2013 contaba con una población de 69 habitantes.